# Vomitory
I Vomitory sono un gruppo death metal  svedese fondato nel 1989 a Forshaga dal chitarrista Urban Gustafsson e dal bassista Ronnie Olson.

## Storia del gruppo
La band ha registrato otto album, tutti pubblicati dalla Metal Blade Records. Nel febbraio 2013 annunciarono il loro scioglimento, previsto per fine anno. Nell'estate del 2017 appaiono al festival tedesco Summer Breeze e, nel 2018, per festeggiare il trentesimo anniversario dalla fondazione del gruppo, decidono di tornare a suonare dal vivo.

## Formazione

### Formazione attuale
- Erik Rundqvist - basso, voce (1999-2013, 2018-presente)
- Urban Gustafsson - chitarra (1989-2013, 2018-presente)
- Tobias Gustafsson - batteria (1989-2013, 2018-presente)
- Peter Östlund - chitarra (2005-2013, 2018-presente)

### Ex componenti
- Ronnie "Ripper" Olson - basso (1989-1990), voce (1989-1996)
- Ulf Dalegren - chitarra (1989-2005)
- Berg Sund - basso (1990-1993)
- Thomas Bergqvist - basso (1993-1996)
- Jussi Linna - voce (1996-1999)

## Discografia

### Album in studio
- 1996 - Raped In Their Own Blood
- 1999 - Redemption
- 2001 - Revelation Nausea
- 2002 - Blood Rapture
- 2004 - Primal Massacre

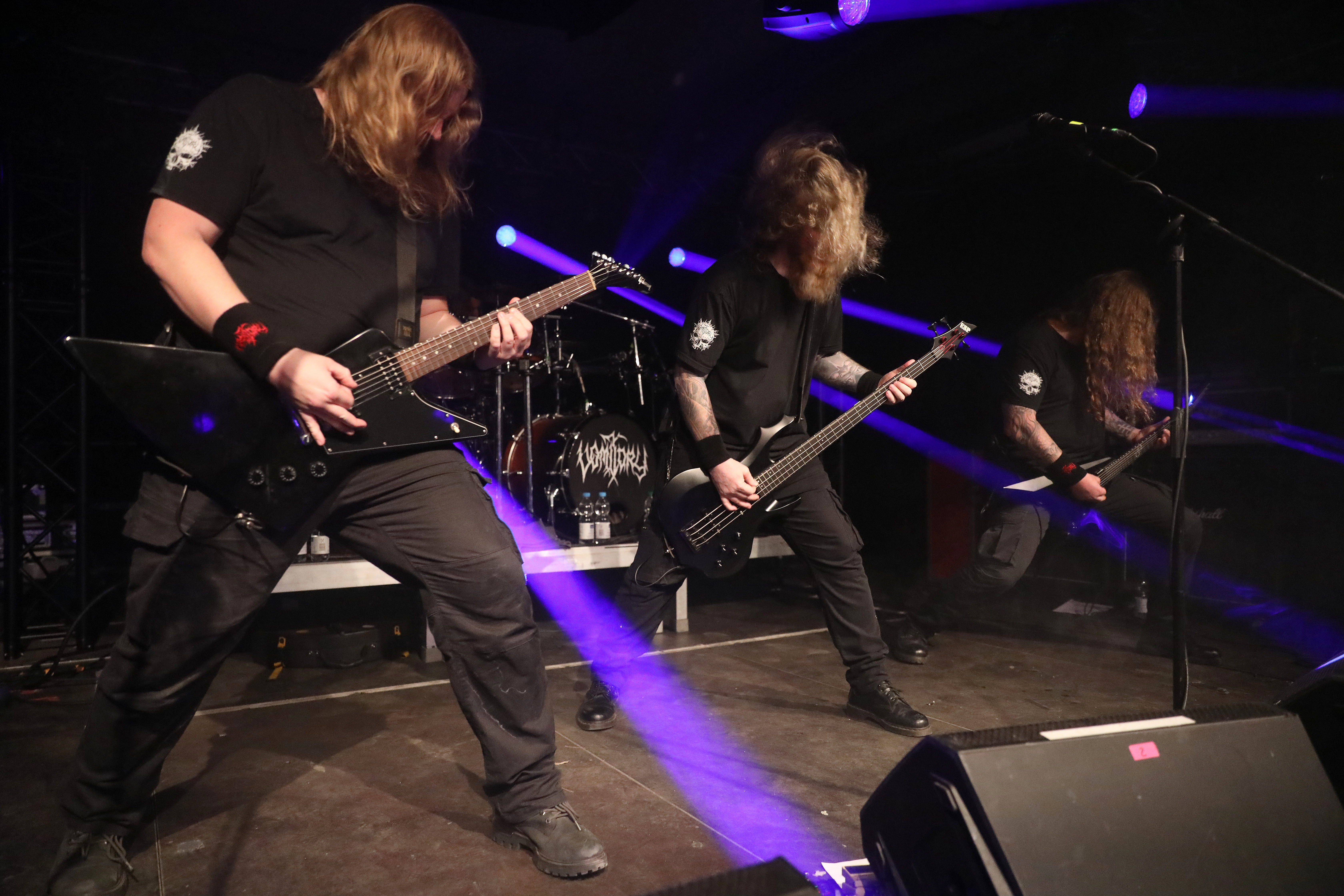
I Vomitory nel 2023 a Berlino, Germania

- 2007 - Terrorize Brutalize Sodomize
- 2009 - Carnage Euphoria
- 2011 - Opus Mortis VIII
- 2023 - All Heads Are Gonna Roll

### EP
- 1993 - Moribund
- 1999 - Anniversary Picture Disc

### Demo
- 1992 - Demo 1992
- 1993 - Promo '93
- 1994 - Through Sepulchral Shadows

## Videografia

### Video
- 2011 - Dead & Drunk - Live!